# Liane Lippert

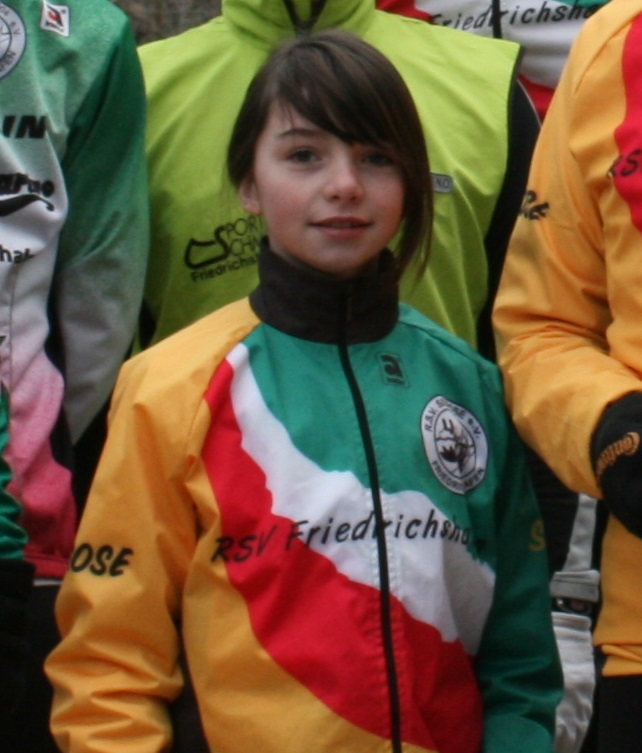
Liane Lippert dans sa jeunesse

Liane Lippert, née le 13 janvier 1998 à Friedrichshafen, est une coureuse cycliste professionnelle allemande. Elle est championne d'Allemagne sur route en 2018, 2022 et 2023.

## Biographie
Elle fait partie du RSV Seerose Friedrichshafen de 2010 à 2016,. Elle court également pour la Team Stuttgart.
Encore en catégorie juniors, elle gagne le classement de la meilleure jeune du Tour de Thuringe, compétition élite de catégorie 2.1. Elle confirme, elle se classant sixième du Trophée d'Or et en étant une nouvelle fois meilleure jeune. 
En septembre, elle remporte le championnat d'Europe sur route juniors devant l'Italienne Elisa Balsamo et la Britannique Sophie Wright en les distançant dans l'ascension finale.

### 2017
En 2017, elle intègre la formation Sunweb.

### 2018
En 2018, au Tour de Thuringe, elle remporte le prix de la combativité lors de la 4e étape et termine meilleure jeune.
Au championnat d'Allemagne sur route, une échappée de sept coureuses se forme en début de course. Dans le dernier tour, Liane Lippert sort du peloton avec trois autres coureuses alors que l'avance du groupe de tête est encore d'une minute. Elle revient sur la tête, qui se dispute la victoire finale. Au sprint, Liane Lippert est la plus rapide et obtient ainsi le titre.
Au Tour de Belgique, elle court sous les couleurs de la sélection nationale allemande.  Elle est sixième du prologue. Sur la dernière étape qui se déroule à Grammont, elle s'impose seule et remporte par la même occasion le classement général et le classement de la meilleure jeune.

### 2019
Au Tour de Thuringe, Liane Lippert est souvent à l'attaque. Au Women's Tour, sur la quatrième étape, dans la côte de Burton Dassett, Elisa Longo Borghini passe à l'offensive avec Katarzyna Niewiadoma et Liane Lippert. Elles gagnent rapidement une minute d'avance sur le peloton. Un regroupement général a néanmoins lieu dans les dix derniers kilomètres. Dans le sprint en côte, Katarzyna Niewiadoma et Liane Lippert creusent une nette avance nette. La Polonaise s'impose et l'Allemande prend la tête du classement général. Le lendemain, la principale difficulté de la journée se trouve à vingt-quatre kilomètres de la ligne et est fatale à Liane Lippert.
Sur le Tour de Belgique, Liane Lippert est septième du prologue. Sur l'ultime étape, tout se joue dans l'ultime montée du mur de Grammont. Coryn Rivera s'y impose devant Liane Lippert. Au classement général, elle est cinquième ainsi que meilleure jeune.

### 2020

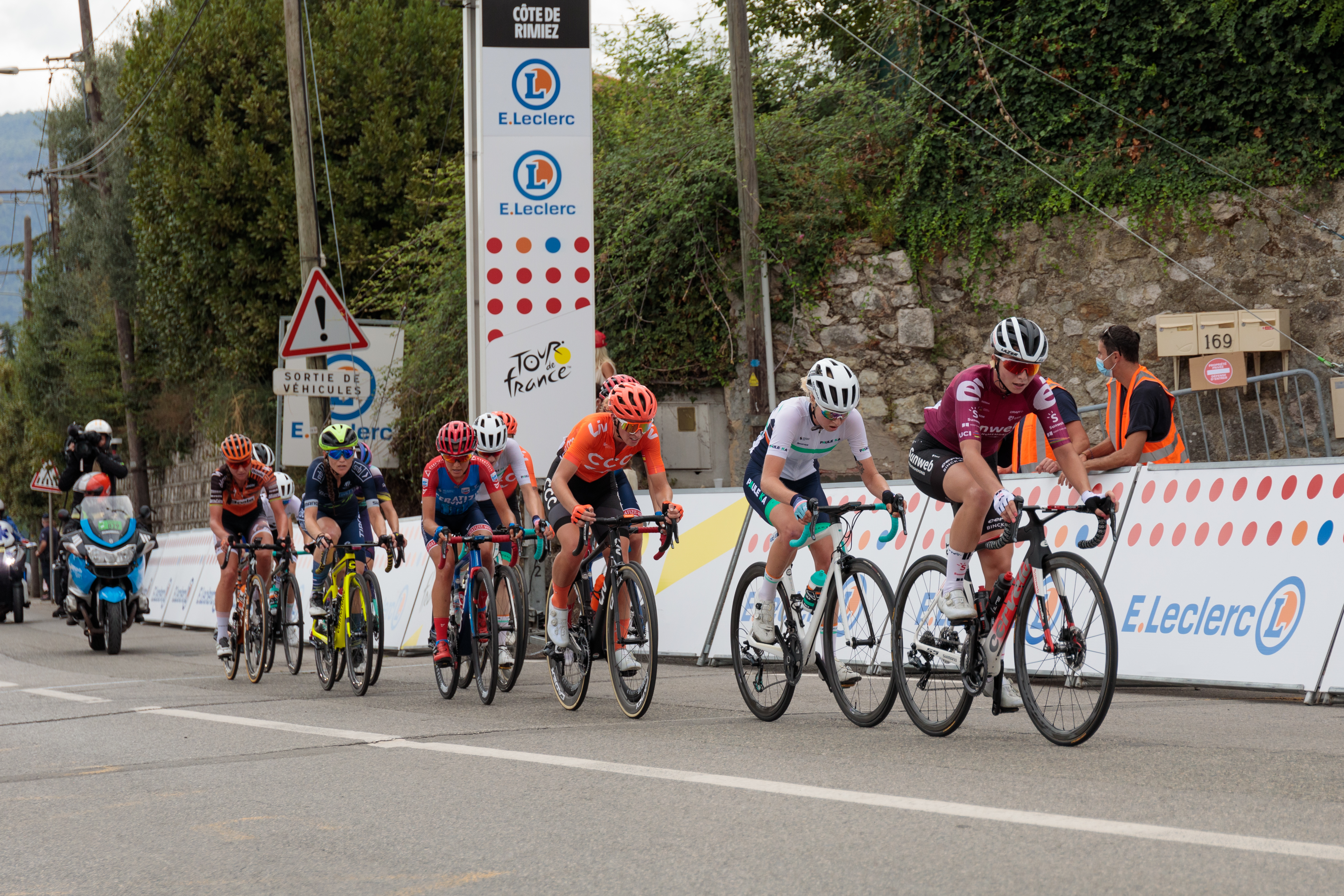
Groupe de poursuite lors de la Course by le Tour de France avec Liane Lippert, leader du World Tour, en tête

Lors du Tour Down Under, elle fait un top 10 lors des trois premières étapes et termine 2e au classement général. Elle remporte le classement de la meilleure grimpeuse et finit meilleure jeune.
Elle gagne ensuite la Cadel Evans Great Ocean Road Race en solitaire.
En août, elle est dixième de La course by Le Tour de France dans le peloton. Au Tour d'Italie, la formation Sunweb est cinquième du contre-la-montre par équipes inaugural à quatorze secondes de la Trek-Segrafredo. La deuxième étape comporte des secteurs graviers. Liane Lippert y perd plus de huit minutes sur Annemiek van Vleuten. Sur la troisième étape, la décision se joue comme prévu dans la montée finale. Les favorites se détachent. Liane Lippert est quatrième. Elle est sixième le lendemain. Lors de la septième étape, elle finit huitième. Sur la huitième étape, Liane Lippert suit de nouveau les meilleures dans un premier temps, mais doit finalement lâcher. Elle passe la ligne à la huitième place, une minute trente après Elisa Longo Borghini. Au classement général final, Liane Lippert est treizième.
Sur la course en ligne des championnats du monde, à deux tours de l'arrivée, dans la côte Mazzolano, Anna van der Breggen imprime un rythme très élevé dans la montée ce qui disloque le peloton. L'échappée est reprise peu après le sommet. Liane Lippert ne peut suivre l'attaque suivante de van der Breggen dans la Cima Gallisterna. Elle se classe néanmoins cinquième de la course. Elle se classe huitième de la Flèche wallonne.
Elle est deuxième Flèche brabançonne en poursuite derrière Grace Brown. Lors de Gand-Wevelgem, Liane Lippert chute dans la descente du mont Kemmel et perd ses chances de victoire.

### 2021

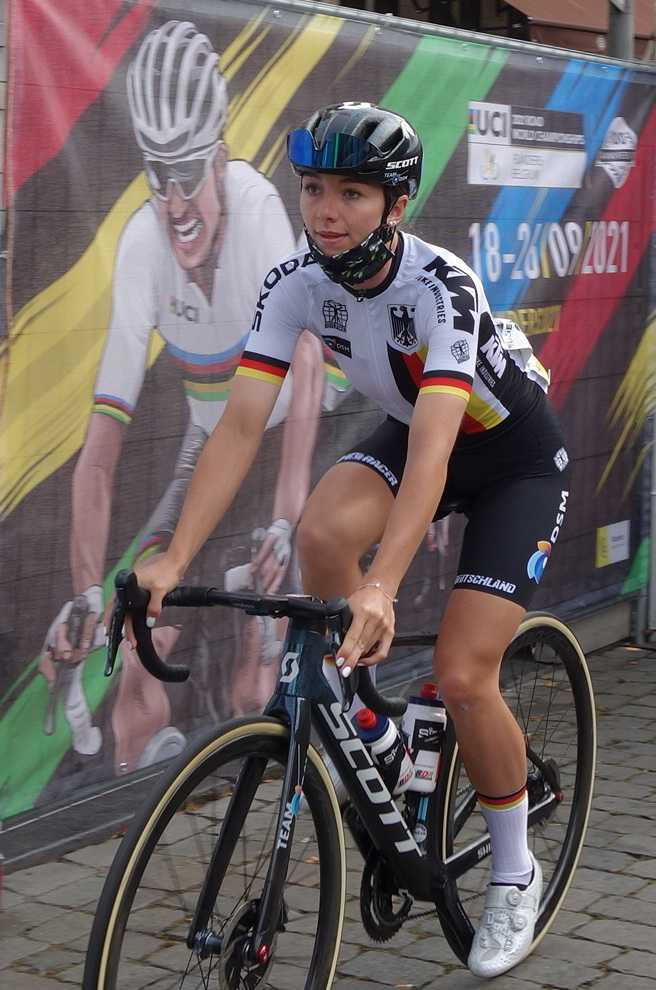
Au départ du championnat du monde

Au Tour de Thuringe, sur la première étape, Liane Lippert fait partie de l'échappée qui se dispute la victoire. Au sprint, elle est septième. Sur la troisième étape, au kilomètre soixante-quinze, dans la côte de Gahma, Lucinda Brand et Liane Lippert attaquent. Elles reviennent sur la tête à seize kilomètres de l'arrivée. À la flamme rouge, Lucinda Brand passe à l'offensive pour aller gagner seule. Liane Lippert est reprise et prend la huitième place . Elle est troisième en haut de l'Hanka-Berg. Au classement général final, Liane Lippert est quatrième.
Elle est huitième de La course by Le Tour de France dans le groupe des favorites. Dans la troisième étape du Tour d'Italie, Liane Lippert part une première fois dans la côte de Morsasco avec d'autres coureuses. Le peloton juge le groupe trop dangereux et le reprend. Dans la descente, Brand et Lippert partent de nouveau. Dans la côte d'Ovada, Marianne Vos, Mikayla Harvey et Elisa Chabbey opèrent la jonction. Elles se départagent au sprint, Liane Lippert est troisième. 
Au Grand Prix de Plouay, à vingt-six kilomètres de l'arrivée, Elisa Longo Borghini attaque. Liane Lippert et Coryn Rivera partent à sa poursuite. Elles sont reprises. Aux dix kilomètres, elle ressort avec Longo Borghini, mais ne peut suivre cette dernière ensuite. Au Ceratizit Challenge by La Vuelta, elle est septième du contre-la-montre. Dans la troisième étape, elle mène le groupe de poursuite derrière Annemiek van Vleuten et prend la deuxième place. Liane Lippert est cinquième du classement général final. Aux championnats d'Europe, elle attaque dans la dernière montée alors qu'Ellen van Dijk est en tête. Le peloton se reforme néanmoins. Elle gagne le sprint pour la deuxième place.

### 2022

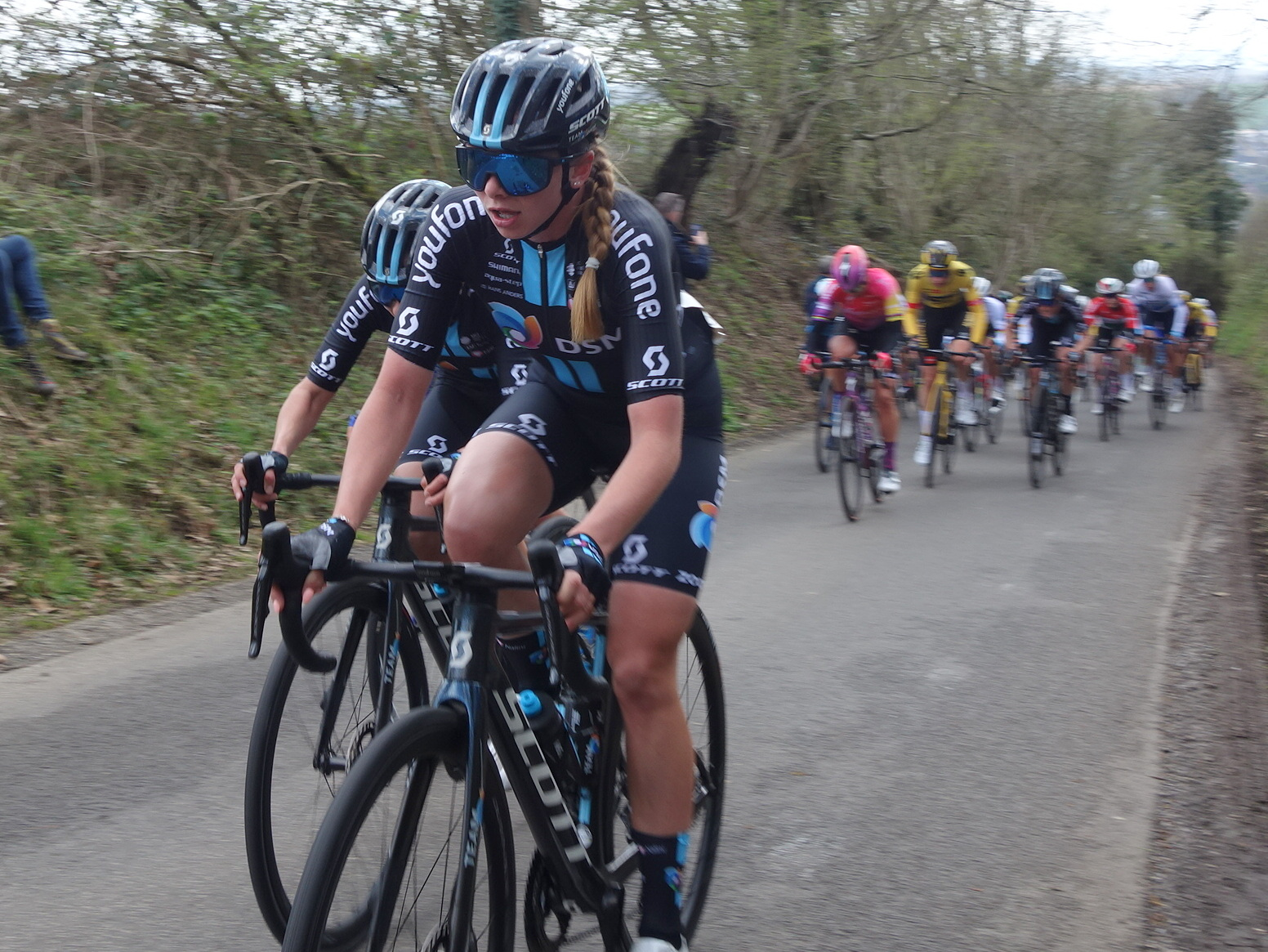
Liane Lippert à l'Amstel Gold Race

Elle est active sur les classiques comme les Strade Bianche, à Gand-Wevelgem ou sur À travers les Flandres mais sans succès. Elle se classe troisième de l'Amstel Gold Race, où tout s'est joué dans la dernière ascension du Cauberg. Elle est ensuite troisième à la Flèche brabançonne. Elle fait deux nouveaux top10 à Huy et Liège. Elle se classe ensuite sixième au Tour du Pays basque. 
En juin, elle redevient championne d'Allemagne. Discrète sur le Tour de France. Au Tour de Scandinavie, elle dispute la victoire à Cecilie Uttrup Ludwig au sommet du Norefjell, mais doit se contenter de la seconde place. C'est également sa place au classement général final. Elle est quatrième du Ceratizit Challenge by La Vuelta. 
Aux championnats du monde, elle sort avec Elisa Longo Borghini, Cecilie Uttrup Ludwig, Katarzyna Niewiadoma et Ashleigh Moolman à 25 kilomètres du terme dans Mount Pleasant. Elles sont reprises durant le tour, mais ressortent ensemble lors de la dernière montée. L'entente est mauvaise et elles sont reprises sous la flamme rouge. Liane Lippert doit se contenter d'une quatrième place.

### 2023

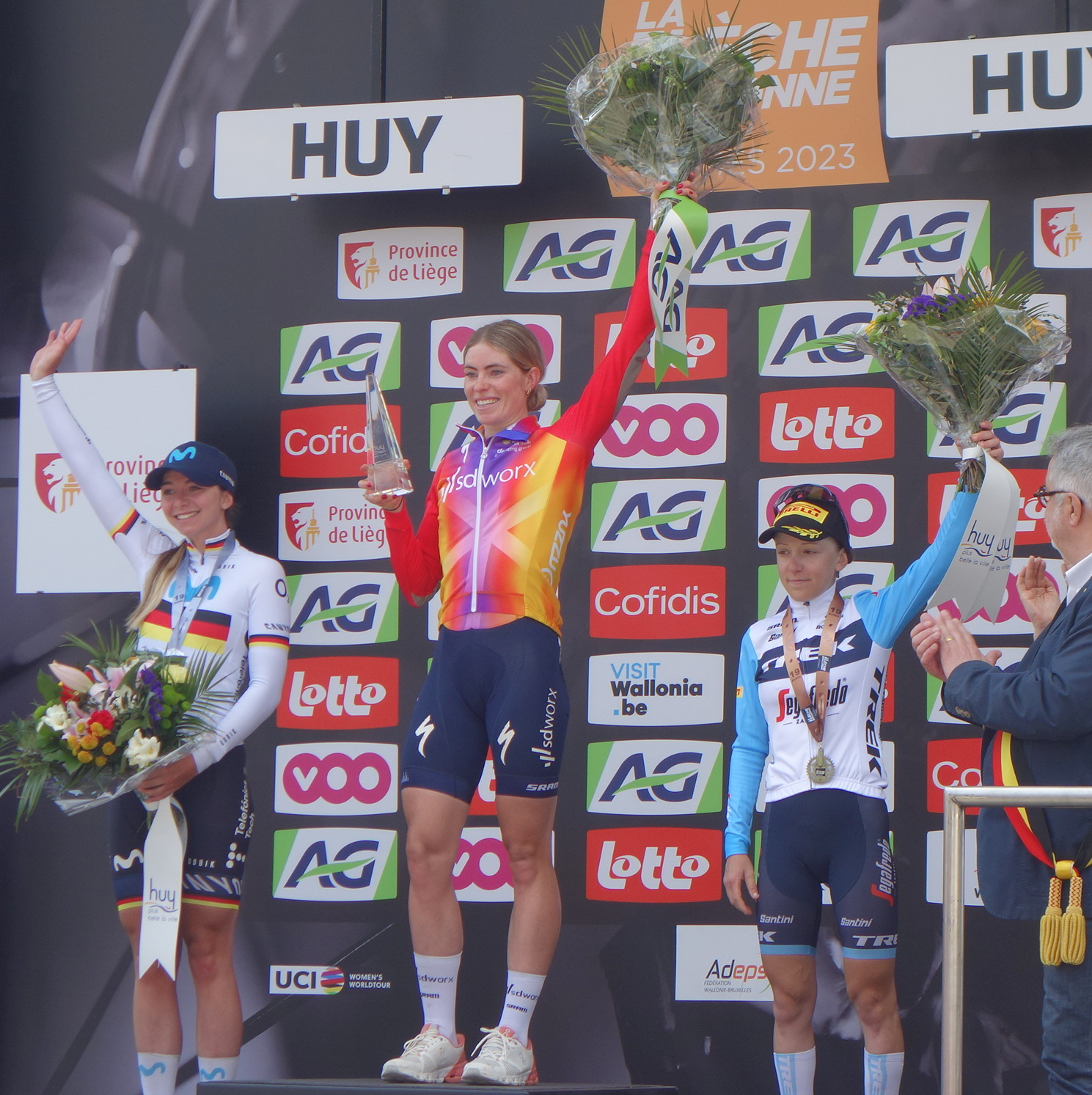
Podium de la Flèche wallonne

Elle troisième de la Flèche brabançonne après avoir attaqué à plusieurs reprises. Elle est ensuite deuxième de la Flèche wallonne derrière Demi Vollering. Elle est ensuite huitième de Liège-Bastogne-Liège et septième du Tour du Pays basque. 
En juin, elle conserve son titre de championne d'Allemagne sur route. Elle remporte la deuxième étape du Tour de France au sprint. Liane Lippert remporte la troisième étape du Tour de Romandie au sprint. Elle conclut sa saison avec une septième place lors des championnats d'Europe sur route.

## Palmarès sur route

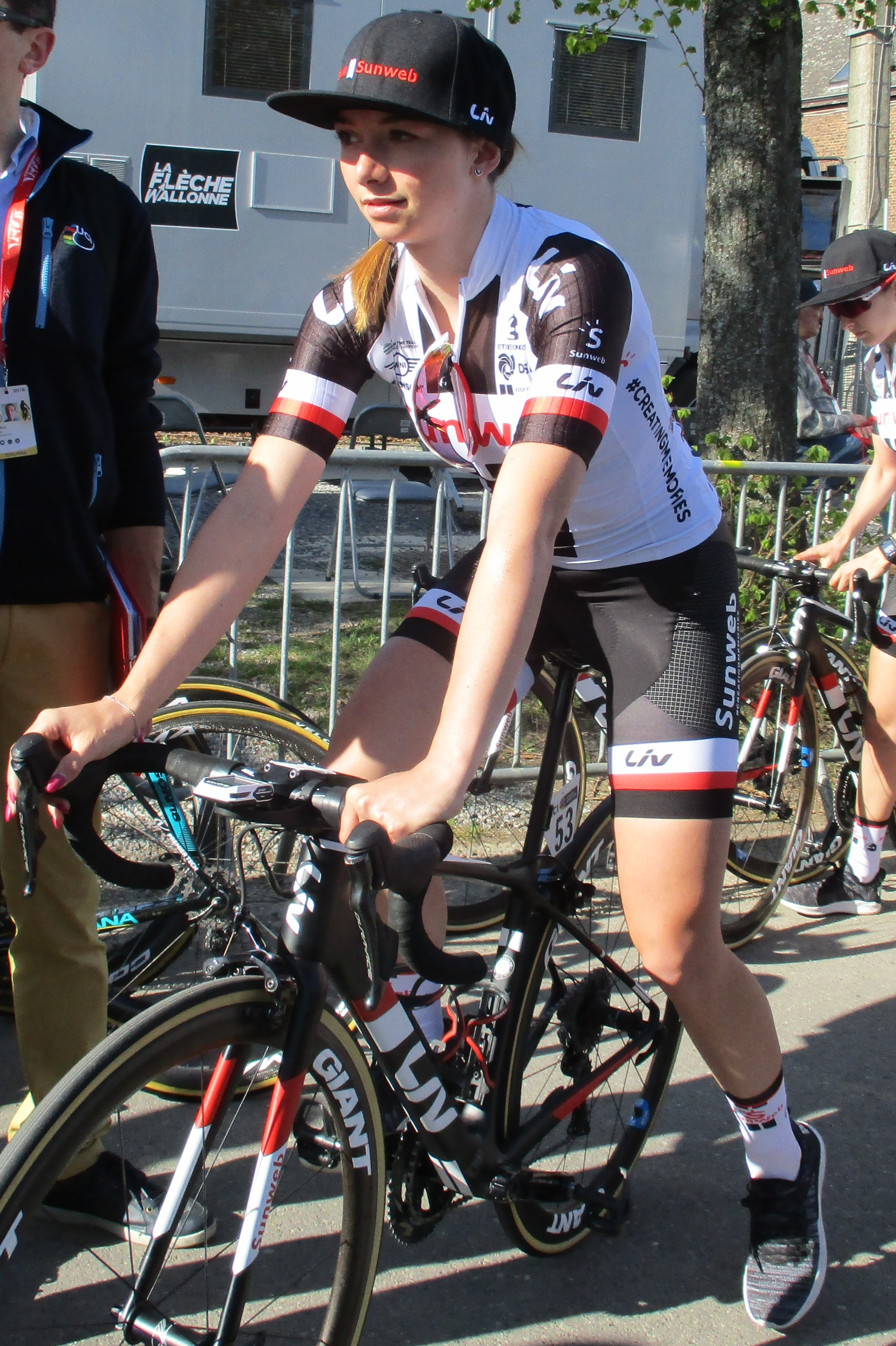
En 2018

### Par années
- 2013
  - 3e du championnat d'Allemagne sur route cadettes
- 2014
  - 3e du championnat d'Allemagne sur route cadettes
- 2015
  - 3e du championnat d'Allemagne sur route juniors
- 2016
  -  Championne d'Europe sur route juniors
  - 3e du championnat d'Allemagne sur route juniors
  - 9e du championnat du monde sur route juniors
- 2018
  -  Championne d'Allemagne sur route
  - 1re étape du Tour d'Italie (contre-la-montre par équipes)
  - 1re étape de la Madrid Challenge by La Vuelta (contre-la-montre par équipes)
  - Tour de Belgique : 
    - Classement général
    - 3e étape

  -  Médaillée de bronze du championnat du monde du contre-la-montre par équipes
  - 5e de la Madrid Challenge by La Vuelta
- 2019
  - 3e du championnat d'Allemagne sur route
- 2020
  - Cadel Evans Great Ocean Road Race
  - 2e du Santos Women's Tour
  - 2e de la Flèche brabançonne
  - 5e du championnat du monde sur route
  - 8e de la Flèche wallonne
  - 10e de Liège-Bastogne-Liège
- 2021
  -  Médaillée d'argent du championnat d'Europe sur route
  - 5e du Ceratizit Challenge by La Vuelta
  - 8e de La course by Le Tour de France
- 2022
  -  Championne d'Allemagne sur route
  - 2e du Tour de Scandinavie
  - 3e de la Flèche brabançonne
  - 3e de l'Amstel Gold Race
  - 4e du championnat du monde sur route
  - 4e du Ceratizit Challenge by La Vuelta
  - 4e du Tour de Romandie
  - 6e du Tour du Pays basque
  - 7e de la Flèche wallonne
  - 8e de Liège-Bastogne-Liège
- 2023
  -  Championne d'Allemagne sur route
  - 2e étape du Tour de France
  - 3e étape du Tour de Romandie
  - Trois vallées varésines
  - 2e de la Flèche wallonne
  - 2e du Tour de la Communauté valencienne
  - 3e de la Flèche brabançonne
  - 4e du Tour de Scandinavie
  - 7e des Strade Bianche
  - 7e du Tour du Pays basque
  - 7e du championnat d'Europe sur route
  - 8e de Liège-Bastogne-Liège
  - 9e du Tour des Émirats arabes unis
- 2024
  - 6e étape du Tour d'Italie
  -  Médaillée d'argent du championnat du monde du contre-la-montre par équipes en relais mixte
  - 2e du championnat d'Allemagne sur route
  - 3e de la Classic Lorient Agglomération
  - 3e des Trois vallées varésines
  - 4e du championnat du monde sur route
  - 8e du Tour de Burgos
- 2025
  - 6e étape du Tour d'Italie
  - 3e du Tour des Flandres
  - 5e de la Flèche wallonne
  - 3e du championnat d'Allemagne du contre-la-montre

### Résultats sur les grands tours

#### Tour d'Italie
6 participations :
- 2018 : 64e
- 2020 : 13e
- 2021 : 18e
- 2023 : 16e
- 2024 : abandon (8e étape), vainqueure de la 6e étape
- 2025 : 30e, vainqueure des 6e et 8e étapes

#### Tour de France
4 participations :
- 2022 : 16e
- 2023 : 20e, vainqueur de la 2e étape
- 2024 : 18e
- 2025 : 59e

#### Tour d'Espagne
3 participations :
- 2023 : 21e
- 2024 : 31e
- 2025 : 41e

### Classements mondiaux
| Année                                 | 2017 | 2018 | 2019 | 2020 | 2021 | 2022 | 2023 | 2024 |
| ------------------------------------- | ---- | ---- | ---- | ---- | ---- | ---- | ---- | ---- |
| Classement UCI                        | 233e | 40e  | 65e  | 7e   | 27e  | 7e   | 8e   | 29e  |
| UCI World Tour                        | nc   | 54e  | 110e | 9e   | 33e  | 8e   | 12e  | 30e  |
|                                       |      |      |      |      |      |      |      |      |
| Légende : nc = non classéSource : UCI |      |      |      |      |      |      |      |      |

## Distinctions
- Cycliste allemande de l'année : 2024